# IC 2066
IC 2066 ist eine Balken-Spiralgalaxie vom Hubble-Typ SBc im Sternbild Schwertfisch am Südsternhimmel die schätzungsweise 509 Millionen Lichtjahre von der Milchstraße entfernt ist.
Entdeckt wurde das Objekt von DeLisle Stewart am 7. Dezember 1899.